# Premio Hugo al mejor relato
El premio Hugo al mejor relato, relato largo o cuento largo (Hugo Award for Best Novelette en el original en inglés) es uno de los premios Hugo que se entregan anualmente a obras literarias de los géneros de ciencia ficción o fantasía publicadas en inglés o traducidas a dicho idioma durante el año natural anterior al de la entrega del premio. Las reglas de los premios Hugo determinan que en la categoría de mejor cuento o relato de extensión larga (novelette en inglés) compiten las obras de ficción con una longitud de entre 7500 y 17.500 palabras. Además existen premios Hugo para obras de ficción de otras extensiones como novelas, novelas cortas y relatos cortos.
El premio Hugo al mejor relato se otorgó por primera vez en 1955 y continuó entregándose anualmente hasta 1959, con excepción del año 1958 en el cual la categoría fue compartida con la de mejor novela. Se restituyó entre los años 1967 a 1969 para finalmente entregarse cada año de forma ininterrumpida desde 1973. Desde 1996 existen además unos galardones retrospectivos conocidos popularmente como Retro Hugos en los que se entrega el premio correspondiente a 50, 75 o 100 años antes si en la convención de dicho año no hubo entrega de premios Hugo. Hasta el año 2016 se han entregado estos premios retrospectivos en cinco ocasiones a las obras que hubiera correspondido galardonar en las ceremonias de 1939, 1941, 1946, 1951 y 1954.
La selección tanto de los nominados como del ganador del premio al mejor relato se realiza —como en el caso del resto de los premios Hugo— por votación entre los asistentes a la Worldcon (Convención Mundial de Ciencia Ficción) de dicho año. 
Los relatos nominados son escogidos en una primera vuelta en la que todos aquellos con derecho a voto presentan su lista de nominados (sin límite respecto al número de obras que pueden nominar), y los cinco más votados —o más en caso de empates— pasan a formar parte de la papeleta de la votación final. En esta votación final el ganador es elegido por los mismos votantes mediante un sistema de voto preferencial. El ganador del premio al mejor relato es anunciado junto con el resto de ganadores de cada categoría en el acto de entrega de los premios Hugo que se celebra en la propia Convención.
Hasta el año 2021 un total de 55 relatos de 45 autores distintos han recibido un premio Hugo en esta categoría. Poul Anderson y Harlan Ellison, con tres victorias cada uno, son los autores que lo han ganado en más ocasiones. Otros seis autores han sido premiados con dos galardones (ocho si se incluyen los Retro Hugos). El escritor Greg Egan ha sido nominado siete veces a este premio sin obtenerlo en ninguna de las ocasiones.

## Ganadores
En la siguiente tabla, los años corresponden a la fecha de la entrega del premio en la correspondiente Convención mundial de ciencia ficción, no a la fecha de publicación de la obra en cuestión (que generalmente suele ser durante el año natural anterior). En las obras que no han sido traducidas al español se utiliza el título en inglés. En el caso de existir varias traducciones se ha intentado elegir el título de la traducción más conocida.
| Año  | Título                                                                                 | Autor                  |
| ---- | -------------------------------------------------------------------------------------- | ---------------------- |
| 1955 | El actor                                                                               | Walter M. Miller       |
| 1956 | Equipo de exploración                                                                  | Murray Leinster        |
| 1959 | El gran patio delantero                                                                | Clifford D. Simak      |
| 1967 | El último castillo                                                                     | Jack Vance             |
| 1968 | Voy a probar suerte                                                                    | Fritz Leiber           |
| 1969 | Carne compartida                                                                       | Poul Anderson          |
| 1973 | El canto del chivo                                                                     | Poul Anderson          |
| 1974 | El pájaro de la muerte                                                                 | Harlan Ellison         |
| 1975 | A la deriva ante los islotes de Langerhans: Latitud 38º 54' N, longitud 77º 00' 13'' O | Harlan Ellison         |
| 1976 | La frontera del Sol                                                                    | Larry Niven            |
| 1977 | El hombre bicentenario                                                                 | Isaac Asimov           |
| 1978 | Ojos de ámbar                                                                          | Joan D. Vinge          |
| 1979 | La luna del cazador                                                                    | Poul Anderson          |
| 1980 | Los reyes de la arena                                                                  | George R. R. Martin    |
| 1981 | La capa y la vara                                                                      | Gordon R. Dickson      |
| 1982 | Las variantes del unicornio                                                            | Roger Zelazny          |
| 1983 | Brigada de incendios                                                                   | Connie Willis          |
| 1984 | Música en la sangre                                                                    | Greg Bear              |
| 1985 | Hijo de la sangre                                                                      | Octavia E. Butler      |
| 1986 | Paladín de la hora perdida                                                             | Harlan Ellison         |
| 1987 | Permafrost                                                                             | Roger Zelazny          |
| 1988 | Chicas bisonte, ¿no vais a salir esta noche?                                           | Ursula K. Le Guin      |
| 1989 | El gatito de Schrödinger                                                               | George Alec Effinger   |
| 1990 | Entra un soldado. Después entra otro                                                   | Robert Silverberg      |
| 1991 | The Manamouki                                                                          | Mike Resnick           |
| 1992 | Oro                                                                                    | Isaac Asimov           |
| 1993 | La revolución del cascanueces                                                          | Janet Kagan            |
| 1994 | Georgia en mi mente                                                                    | Charles Sheffield      |
| 1995 | El niño marciano                                                                       | David Gerrold          |
| 1996 | Piensa como un dinosaurio                                                              | James Patrick Kelly    |
| 1997 | El bicicletero                                                                         | Bruce Sterling         |
| 1998 | Vamos a beber un pescado                                                               | Bill Johnson           |
| 1999 | Taklamakan                                                                             | Bruce Sterling         |
| 2000 | 10¹⁶ to 1                                                                              | James Patrick Kelly    |
| 2001 | Millennium Babies                                                                      | Kristine Kathryn Rusch |
| 2002 | El infierno es la ausencia de Dios                                                     | Ted Chiang             |
| 2003 | Slow Life                                                                              | Michael Swanwick       |
| 2004 | Legiones en el tiempo                                                                  | Michael Swanwick       |
| 2005 | El bolso de las hadas                                                                  | Kelly Link             |
| 2006 | Dos corazones                                                                          | Peter S. Beagle        |
| 2007 | The Djinn's Wife                                                                       | Ian McDonald           |
| 2008 | El comerciante y la puerta del alquimista                                              | Ted Chiang             |
| 2009 | Shoggoths en flor                                                                      | Elizabeth Bear         |
| 2010 | La isla                                                                                | Peter Watts            |
| 2011 | El emperador de Marte                                                                  | Allen Steele           |
| 2012 | Six Months, Three Days                                                                 | Charlie Jane Anders    |
| 2013 | The Girl-Thing Who Went Out for Sushi                                                  | Pat Cadigan            |
| 2014 | La señora astronauta de Marte                                                          | Mary Robinette Kowal   |
| 2015 | The Day The World Turned Upside Down                                                   | Thomas Olde Heuvelt    |
| 2016 | Entre los pliegues de Pekín                                                            | Hao Jingfang           |
| 2017 | The Tomato Thief                                                                       | Ursula Vernon          |
| 2018 | La vida secreta de los bots                                                            | Suzanne Palmer         |
| 2019 | If at First You Don't Succeed, Try, Try Again                                          | Zen Cho                |
| 2020 | Emergency Skin                                                                         | N. K. Jemisin          |
| 2021 | Two Truths and a Lie                                                                   | Sarah Pinsker          |
| 2022 | Bots of the Lost Ark                                                                   | Suzanne Palmer         |
| 2023 | The Space-Time Painter                                                                 | Hai Ya                 |
| 2024 | The Year Without Sunshine                                                              | Naomi Kritzer          |

### Premios retrospectivos
Otorgados cincuenta años después de la publicación de los libros:
1946 (otorgado en 1996) - First Contact, de Murray Leinster
1951 (otorgado en 2001) - The Little Black Bag, de Cyril M. Kornbluth
1954 (otorgado en 2004) - Earthman, Come Home, de James Blish
Otorgados setenta y cinco años después de la publicación de las obras:
1939 (otorgado en 2014) - Rule 18, de Clifford D. Simak
1941 (otorgado en 2016) - Las carreteras deben rodar (The Roads Must Roll), de Robert A. Heinlein
1943 (otorgado en 2018) - Fundación (Foundation), de Isaac Asimov